# Astrachań 2
Astrachań 2 (ros: Астрахань 2) – stacja kolejowa w Astrachaniu, w obwodzie astrachańskim, w Rosji, otwarta we wrześniu 1909 roku.
Stacja wykonuje głównie pracę towarową i jest jedną z najbardziej ruchliwych w regionie Astrachania. Ze stacji możliwa jest wysyłka małych ładunków. Do jesieni 2001 roku zatrzymywała się tam część pociągów dalekobieżnych, głównie pasażerskich lub tych, których stacją końcową był Astrachań I. Na terenie stacji zlokalizowana jest lokomotywownia Astrachań-2.